# Hormathophylla reverchonii
Hormathophylla reverchonii är en korsblommig växtart som först beskrevs av Árpád von Degen och Gabriel Marie Joseph Hervier-Basson, och fick sitt nu gällande namn av James Cullen och Theodore `Ted' Robert Dudley. Hormathophylla reverchonii ingår i släktet Hormathophylla och familjen korsblommiga växter. Inga underarter finns listade i Catalogue of Life.